# Horná roveň (Malá Fatra)
Horná roveň (997 m n. m. ) je nevýrazný vrchol v severní části Lúčanské Malé Fatry. Leží nad obcí Višňové, přibližně 8 km jihovýchodně od Žiliny. 

## Poloha
Nachází se ve střední části pohoří, v geomorfologickém podcelku Lúčanská Fatra a její části Lúčanské Veterné hole.  Vrch leží v Žilinském kraji, v okrese Žilina a v katastrálním území obce Višňové a Turie. Odděluje Višňovskou a Turskou dolinu a nejbližšími vrcholy jsou severním směrem ležící Hoblík (934,m n. m.), západně situovaná Dolná roveň (950 m n. m.), jižně ležící Jastrabná (903 m n. m.) a Skalnatá (1126 m n. m.) a na východě ležící Suchárová (963 m n. m.). 

## Popis
Nevýrazná Horná roveň, poznamenána těžbou dřeva, tvoří pahorek na bočním hřebeni, který vybíhá severozápadním směrem z masivu Minčola. Odděluje Višňovskou a Turskou dolinu a do nich stéká i přebytková voda. Severovýchodní svahy tak odvodňuje Rosinka, jihozápadní odvádějí vodu do Turianskeho potoka.  Ze samotné obce je v zákrytu Dolnej rovne.

### Výhledy
Částečně zalesněný vrchol poskytuje omezený výhled, který je zajímavý zejména směrem k okolním horám a hřebenu Lůčanské Fatry. Z vhodných lokalit jsou vidět zejména scenérie okolních vrchů Polom (1010 m n. m.), Hoblík (934 m n. m.), Úplaz (1301 m n. m.), Malý Minčol (1330 m n. m.), Minčol (1364 m n. m.), Jastrabná (903 m n. m.), Skalnatá (1126 m n. m.), Dolná roveň (950 m n. m.) a Valientov diel (828 m n. m.), a také část Žilinské pahorkatiny. Velmi dobrý výhled je při vhodných podmínkách severním a západním směrem, kde se na horizontu ukazuje kromě části Kriváňské Fatry hřeben Kysuckých Beskyd, Moravskoslezských Beskyd, Javorníků a Súľovských vrchů. 

## Přístup
Vrchol traverzuje  modře značený chodník z Višňového na Minčol. Za Horní rovňou začíná nejtěžší výstup s prudkým stoupáním až nad horní hranici lesa. Okolí je poznamenáno těžbou dřeva. 